# مطبعة كردستان العلمية

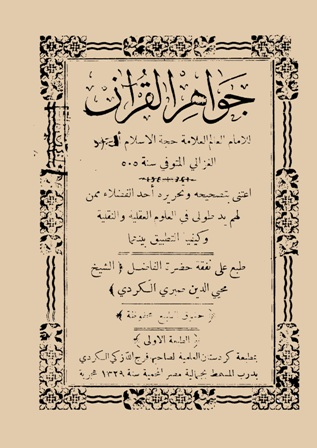
غلاف جواهر القرآن للغزالي، مطبعة كردستان، سنة 1329 هـ.

مطبعة كردستان العلمية هي مطبعة أسسها كرديان، وهما فرج الله زكي الكردي ومحيي الدين صبري الكردي في بدايات القرن الثالث عشر هجري (العشرين ميلادي) في القاهرة، قرب جامع الأزهر.
قدم فرج الله الكردي ومحيي الدين صبري الكردي إلى مصر في حدود سنة 1286 هـ / 1870 م وتلقيا تعليمهما في الأزهر وأخذا ينشران بعض الكتب السلفية وخصوصا رسائل ابن تيمية، ومؤلفات ابن قيِّم الجوزية وغير ذلك مما لم يسبق لأحد أن طبعه طبعة علمية صحيحة.
لكن بعد مدة اعتنقا البهائية وأخذا ينشران الكتب والرسائل البهائية ومؤلفات تولستوي، واعتبر قاسم محمد الرجب الأعظمي هذا التحول في المنهج «من المفارقات الغريبة التي قلما تقع».